# La Razón (Argentina)
La Razón è stato un quotidiano argentino fondato a Buenos Aires nel 1905.

## Storia
La Razón fu fondato il 1º marzo 1905 da Emilio Morales, usciva sia al mattino sia alla sera. Nel 1947 fu requisito dal governo diventando di fatto un mezzo di propaganda del regime peronista. A seguito della caduta di Perón otto anni dopo, La Razón tornò nelle mani della famiglia Peralta Ramos.
Nel 1998 la proprietà decise di trasformare La Razón in quotidiano gratuito da distribuire presso le stazioni della metropolitana e delle ferrovie suburbane di Buenos Aires. Nel 2000 il 75% delle sue azioni fu acquistato dal Gruppo Clarín. Otto anni dopo la testata, che fino ad allora usciva al pomeriggio, fu trasformata in quotidiano della mattina. Cavalcando il boom dei giornali gratuiti, La Razón riuscì nuovamente ad imporsi sulla scena giornalistica porteña grazie ad un formato ricco di contenuti, che spaziavano dalla cronaca cittadina allo sport, dalla politica alla cultura.
Nel secondo decennio del XXI secolo, con la diffusione dei giornali on-line, anche La Razón come altri quotidiani gratuiti entrò in un periodo di crisi. Uscì per l'ultima volta il 29 dicembre 2017.